# Empis thomsoni
Empis thomsoni är en tvåvingeart som beskrevs av Hardy 1942. Empis thomsoni ingår i släktet Empis och familjen dansflugor. Inga underarter finns listade i Catalogue of Life.